# Cantó de Laventie
El cantó de Laventie és un cantó francès del departament del Pas de Calais, situat al districte de Béthune. Té sis municipis i el cap és Laventie.

## Municipis
- Fleurbaix
- Laventie
- Lestrem
- Lorgies
- Neuve-Chapelle
- Sailly-sur-la-Lys

## Història
| Data d'elecció                           | Identitat     | Partit                                  | Qualitat |
| ---------------------------------------- | ------------- | --------------------------------------- | -------- |
| 1958-1973                                | M. Lefebvre   | MRP, després CD                         |          |
| 1945-1976                                | Désiré Fénart | RPR                                     |          |
| 1976-1982                                | M. Foulon     | PS                                      |          |
| 1982-1993                                | Henri Puchois | Divers droite                           |          |
| 1993-                                    | Roger Douez   | Divers droite, després UDF, després UMP |          |
| les dades anteriors no són pas conegudes |               |                                         |          |
|                                          |               |                                         |          |

## Demografia
| A partir de 1990: Població sense dobles comptes |